# Butwal
Butwal (nep. बुटवल) – miasto w południowym Nepalu; w dystrykcie Rupandehi. Według danych szacunkowych na rok 2010 liczy 119 287 mieszkańców. Ośrodek przemysłowy.